# The Social Network
The Social Network is een film van regisseur David Fincher. Hij ging in september 2010 in première op het filmfestival van New York. Een maand later werd de film voor het grote publiek toegankelijk. De film gaat over het succes en de juridische problemen van Mark Zuckerberg, de oprichter van de sociaalnetwerksite Facebook, waarvan de ontwikkeling in flashbacks tijdens het proces getoond wordt. Zuckerberg wordt in de film vertolkt door Jesse Eisenberg. Het scenario van Aaron Sorkin is gebaseerd op de roman The Accidental Billionaires van Ben Mezrich. De film won in 2011 drie Oscars, voor 'Beste Bewerkt Scenario', 'Beste Filmmuziek' en 'Beste Montage'.
De film is een docudrama en beschrijft recente geschiedenis maar schijnt niet helemaal te kloppen. Levende personen worden met hun echte naam aangeduid: Zuckerberg, Winklevoss, Saverin, Summers enzovoorts. Zuckerberg is er niet gelukkig mee dat zijn verhaal al tijdens zijn leven verfilmd is.

## Verhaal
Mark Zuckerberg is een student informatica op Harvard. Als zijn vriendin Erica met hem breekt omdat zij hem arrogant vindt en hem een klootzak noemt, beledigt hij haar op zijn blog. Diezelfde avond maakt hij een website Facemash waarop studenten door telkens tweetallen portretfoto's te beoordelen de aantrekkelijkste studente van Harvard kunnen kiezen. De foto's van de studentes rooft hij van de websites van studentenhuizen (door de openstaande indexen van de Apache-servers en Perl-scripts te gebruiken). Voor de rangorde van de studentes past hij een algoritme toe dat hij van zijn vriend Eduardo Saverin krijgt (de Elo-rating met de logistische curve voor schakers, die Eduardo op een raam schrijft als een parodie op een scène uit de film A Beautiful Mind).
Als deze website die nacht 22.000 keer geraadpleegd wordt in twee uur, gaat het netwerk van Harvard plat. Mark moet zich voor een commissie verantwoorden en krijgt als straf een proeftijd van zes maanden. De studentes van Harvard haten hem, maar zijn reputatie als programmeur is gevestigd: hij wordt door de gebroeders en roeikampioenen Winklevoss uitgenodigd om de programmatuur van hun sociale website The Harvard Connection af te maken.
Maar tegelijkertijd schrijft hij de programma's voor zijn eigen site TheFacebook, een smoelenboek voor de studenten waarop je kunt zien wie welke colleges volgt, met een persoonlijk profiel. Eduardo zorgt voor $1000 en wordt voor een aandeel van 30% de financiële man van het jonge bedrijf. Binnen twee maanden werkt deze site, terwijl hij Harvard Connection niet afmaakt. TheFacebook wordt een doorslaand succes en verspreidt zich in een mum van tijd buiten de muren van Harvard naar andere universiteiten in de VS. Sean Parker, de medeoprichter van Napster (die dat bedrijf oprichtte samen met Shawn Fanning) overbluft en inspireert Zuckerberg maar helpt hem ook aan investeerders, waar Eduardo niet in slaagt. Hij adviseert de naam te veranderen van TheFacebook in Facebook.
Maar de groep rond The Harvard Connection ziet TheFacebook als plagiaat en begint na aanvankelijke aarzeling een proces. De doorslag geeft de smadelijke nederlaag van de gebroeders Winklevoss in 2004 tijdens de Henley Royal Regatta, waar zij nipt verliezen van de Nederlandse roeiers van de Hollandia Roeiclub en daarna Prins Albert van Monaco  de hand schudden. Facebook blijkt al tot Oxford University doorgedrongen te zijn.
Andere conflicten blijven niet uit: Eduardo wordt gewipt als financiële man, en door uitgifte van veel nieuwe aandelen zijn zijn aandelen sterk verwaterd. Parker schaadt de reputatie van Facebook door zijn gebruik van cocaïne en relaties met jonge stagiaires. Maar miljoenen mensen maken gebruik van Facebook en Zuckerberg wordt de jongste miljardair ooit.
Als Zuckerberg geen succes boekt bij een advocate na een zitting van zijn proces, nodigt hij zijn ex-vriendin Erica op Facebook uit om vrienden te worden. Hij blijft maar op "vernieuwen" klikken om te kijken of ze reageert. Dit is niet feitelijk, aangezien hij sinds zijn sophomore jaar op Harvard een relatie heeft met Priscilla Chan.

## Rolverdeling
| Acteur            | Personage                   |
| ----------------- | --------------------------- |
| Jesse Eisenberg   | Mark Zuckerberg             |
| Andrew Garfield   | Eduardo Saverin             |
| Justin Timberlake | Sean Parker                 |
| Armie Hammer      | Cameron en Tyler Winklevoss |
| Brenda Song       | Christy Lee                 |
| Rashida Jones     | Marylin Delpy               |
| Joseph Mazzello   | Dustin Moskovitz            |
| Rooney Mara       | Erica Albright              |
| Max Minghella     | Divya Narendra              |

## Trivia
- In de trailer wordt een cover van het nummer Creep van Radiohead gebruikt. De cover wordt gezongen door het Belgisch meisjeskoor Scala.
- Shia LaBeouf en Michael Cera maakten in de beginfase van de productie kans om de hoofdrol in de wacht te slepen. Maar de rol ging uiteindelijk naar Jesse Eisenberg.
- Acteur Kevin Spacey is een van de producers van het filmproject.
- De filmmuziek is een samenwerking tussen de Engelse componist Atticus Ross en Trent Reznor, de frontman van Nine Inch Nails. Regisseur David Fincher filmde in het verleden nog muziekclips van Nine Inch Nails.
- "Hoewel de film op waargebeurde feiten gebaseerd is, zijn heel wat zaken erg gedramatiseerd," aldus Dustin Moskovitz[5]. Moskovitz is medeoprichter van Facebook en wordt in de film vertolkt door Joseph Mazzello.
- De broers Winklevoss worden door één enkele acteur (Armie Hammer) gespeeld. Acteur Josh Pence diende in sommige scènes als stand-in.
- Er is een The Simpsonsparodie op de film, met name S23E11 The D'oh-cial Network.